# Штефан Айгнер
Штефан Айгнер (нім. Stefan Aigner, нар. 20 серпня 1987, Мюнхен) — німецький футболіст, що грав на позиції півзахисника.

## Ігрова кар'єра
Народився 20 серпня 1987 року в Мюнхені. Вихованець футбольної школи місцевого «Мюнхен 1860».
У дорослому футболі дебютував 2006 року виступами за команду «Вакер» (Бургхаузен), в протягом сезону взяв участь у 28 матчах чемпіонату, після чого перейшов до «Армінії» (Білефельд). У цьому клубі спочатку грав за другу команду, а в сезоні 2008/09 дебютував за головну команду в іграх Бундесліги.
По ходу того ж сезону повернувся до клубної системи «Мюнхен 1860», де дебютував за головну команду на рівні другого німецького дивізіону. Влітку 2012 року перейшов до вищолігового «Айнтрахта» (Франкфурт-на-Майні), у складі якого протягом наступних чотирьох сезонів був основним гравцем середньої лінії команди.
Залишивши «Айнтрахт» у 2016 знову протягом сезону грав за «Мюнхен 1860», після чого перебрався до США, де без особливих успіхів виступав за «Колорадо Репідс».
Повернувшись на батьківщину 2018 року, приєднався до третьолігового «Юрдінген 05», а згодом завершував кар'єру в команді «Веен», за яку виступав протягом 2019—2021 років спочатку на рівні третього, а згодом другого німецьких дивізіонів.